# Saint-Clément-sur-Durance
Saint-Clément-sur-Durance é uma comuna francesa na região administrativa da Provença-Alpes-Costa Azul, no departamento de Altos-Alpes. Estende-se por uma área de 25,06 km². Em 2010 a comuna tinha 323 habitantes (densidade: 12,9 hab./km²).